# Bataille de Brunesberg
Lors de la bataille de Brunesberg, en 775, les Francs, en guerre contre les Saxons, forcent le passage du fleuve Weser et mettent en fuite l’armée ennemie,.